# Кліт лама
Клі́т ла́ма (лат. Clytus lama Mulsant, 1847)— вид жуків з родини вусачів.

## Хорологія
Хорологічно C. lama приналежний до групи західно-середньоєвропейських видів, які входять до європейського зооґеографічного комплексу. Ареал охоплює території Західної та Центральної Європи. У Карпатах – це звичайний, проте нечастий вид. зустрічається здебільшого в гірській частині регіону, а в передгір’я заходить на північно-східному макросхилі.

## Екологія
Жуки відвідують квіти гадючника в’язолистого. Літ триває з травня по червень в передгір’ях і з червня по липень в горах. Личинка розвивається в деревині хвойних порід, зокрема смереки європейської, ялиці білої та модрини європейської. 

## Морфологія

### Імаго
Вусики до вершин не потовщені, одноколірні бурі. Відмінною ознакою виду є те, що смужка позаду основи надкрил – довга і коса. Надкрила в густій поцяткованості, майже, тиснені. Ноги затемнені. Довжина тіла коливається в межах 8-14 мм.

### Личинка
Передній край гіпостому личинки помітно пігментований і вкритий різкими борозенками. Мозолі черевця мають по 4 поздовжні борозенки. Ноги відсутні.

## Життєвий цикл
Життєвий цикл – 2 роки.